# Imnul Național al Antilelor Neerlandeze
Beautiful Islands este imnul național din Antilele Neerlandeze.